# Ла-Петит-Марш
Ла-Пети́т-Марш (фр. La Petite-Marche) — коммуна во Франции, находится в регионе Овернь. Департамент коммуны — Алье. Входит в состав кантона Марсийя-ан-Комбрай. Округ коммуны — Монлюсон.
Код INSEE коммуны — 03206.

## Население
Население коммуны на 2008 год составляло 186 человек.
| 1962 | 1968 | 1975 | 1982 | 1990 | 1999 | 2008 |
| ---- | ---- | ---- | ---- | ---- | ---- | ---- |
| 316  | 321  | 247  | 210  | 210  | 215  | 186  |

## Экономика
В 2007 году среди 113 человек в трудоспособном возрасте (15—64 лет) 72 были экономически активными, 41 — неактивными (показатель активности — 63,7 %, в 1999 году было 64,2 %). Из 72 активных работали 62 человека (37 мужчин и 25 женщин), безработных было 10 (4 мужчин и 6 женщин). Среди 41 неактивного 6 человек были учениками или студентами, 17 — пенсионерами, 18 были неактивными по другим причинам.

## Достопримечательности
- Церковь Сен-Тома (XIX век)